# ابوعبدالله بریدی
ابوعبدالله البریدی (عربی: الحسن البریدی) (ش. ۹۲۷/۸–۹۴۴) برجسته‌ترین سیاستمدار از خاندان آل بریدی بود، وی از مقامات مالیاتی عراقبود و از ثروت هنگفتی که از مالیات کشاورزی بدست می‌آمد برای افزایش دادن قدرت سیاسی خود و تسلط بر خلافت عباسی در دهه‌های ۹۳۰ و ۹۴۰ بهره برد.
رقابتی میان ابوعبدالله و دو تن از فرماندهان نظامیِ خلافت، یعنی ابن رائق و بجکم و ایضاً حمدانیان از موصل و آل بویه از فارس، و امام عمان از عمان بر سر کنترل بغداد و خلیفه درگرفته بود که در این میان ابوعبدالله موفق شد دو بار بغداد، پایتخت خلافت را اشغال کند، اما هرگز نتوانست آن را برای مدت طولانی نگه دارد. او در زمان‌های مختلف بر خوزستان و واسط و بصره حکومت می‌کرد؛ وی همچنین چهار بار به عنوان وزیر خلیفه عباسی منصوب شد. در نهایت، جنگ مداوم با دشمنان متعدد، منابع مالی آل بریدی را تمام کرد و ابوعبدالله در سال ۹۴۳ از کوچکترین برادرش، ابویوسف، وام خواست ولی ابویوسف از این کار امتناع کرد. ابوعبدالله نیز در پاسخ وی را ترور کرد. ابوعبدالله در ژوئن ۹۴۴ درگذشت و پسرش ابوالقاسم که تا زمانی که آل بویه در سال ۹۴۷ آن را فتح کردند، به عنوان فرماندار بصره بر سر کار بود.